# Sue Ellen Ewing
Pour les articles homonymes, voir Ewing.

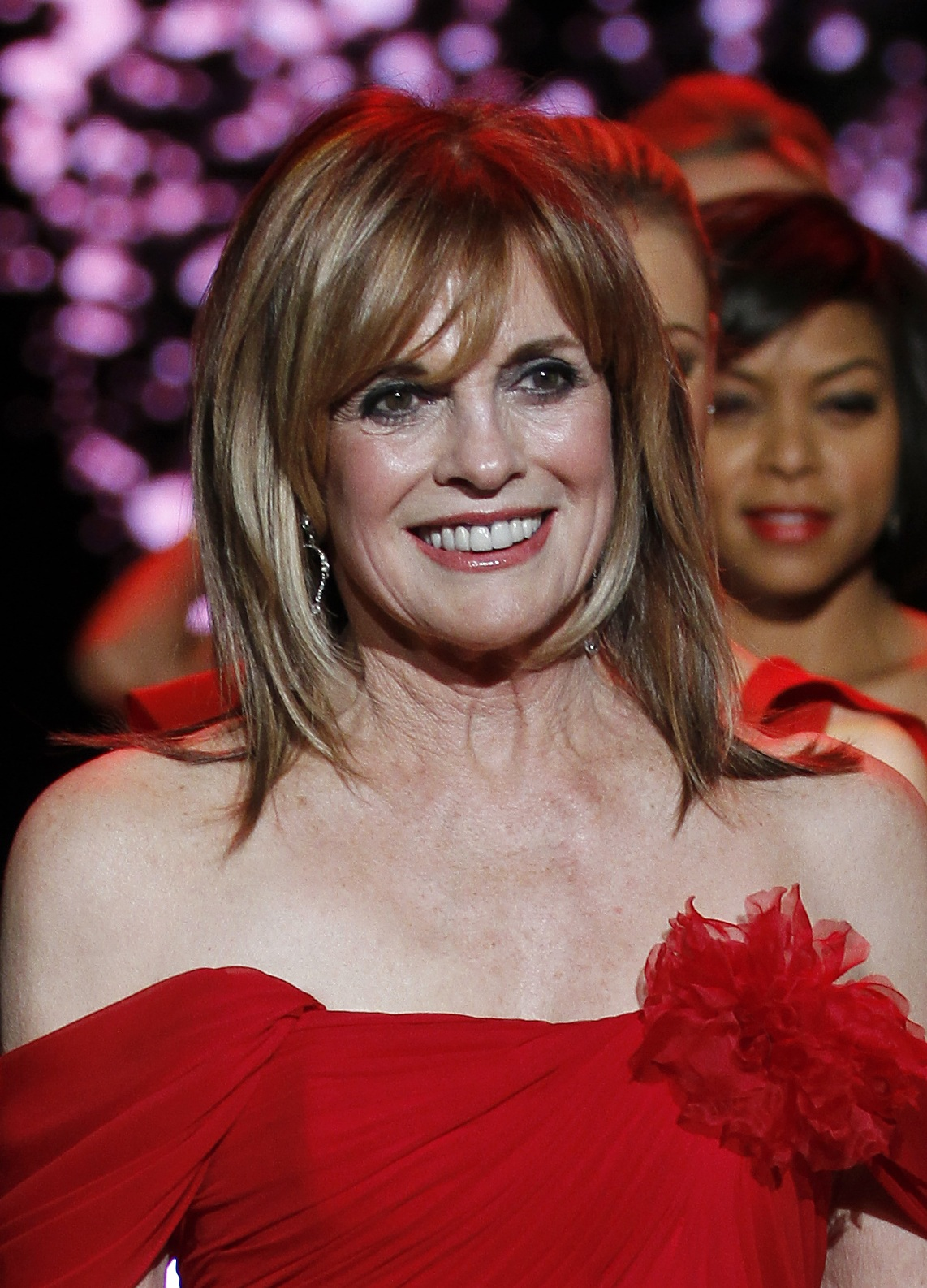
Linda Gray interprète de Sue Ellen à la Journée de la Robe Rouge en 2011.

Sue Ellen Shepard Ewing Lockwood (née en 1947) est un personnage de fiction de la série télévisée américaine de soap opera Dallas, joué par Linda Gray de 1978 à 1989. Sue Ellen est, par deux fois, l'épouse de J. R. Ewing.

## Caractéristiques du personnage
Sue Ellen Ewing, née Sue Ellen Shepard, est née en 1947 aux États-Unis. Elle s'est mariée une première fois à J.R. Ewing (1970-1981, 1982-1988), puis à Don Lockwood (1990-1996).
Elle est la fille de Patricia Shepard, et elle a une sœur décédée, Kristin Shepard. Elle a un enfant : John Ross Ewing III.

## Biographie de fiction
Sue Ellen était l'aînée de deux filles nées et ayant grandi à Dallas. Peu de temps après la naissance de sa sœur cadette Kristin, son père alcoolique déserte la famille et il décède peu après. Sa mère, avec son revenu modeste, ne se remarie pas et met tout en œuvre pour que ses deux filles atteignent richesse et situation. Sue Ellen devient une parfaite élève dans son lycée avec sa beauté exceptionnelle et ses aptitudes sociales. Elle entre à l'Université du Texas, où dès sa première année, elle est invitée à se joindre à chaque cercle social, et aussi à s'engager comme pom-pom girl. Plus tard, à la demande de sa mère, elle s'inscrit à l'ultime concours de beauté, représentant le Texas pour la cérémonie des Miss Amérique.
Lorsque Sue Ellen remporte le titre de Miss Texas, elle rencontre son futur mari, J.R., juge de la cérémonie. Après une petite histoire, ils se marient le 15 février 1970, mais après plusieurs années, leur mariage se détériore, en grande partie en raison des nombreuses aventures extra-conjugales de J.R. et de son désintérêt pour elle.
En 1979, Sue Ellen esseulée entame une liaison avec l'ennemi de J.R., Cliff Barnes. Peu de temps après, Sue Ellen se retrouve enceinte et pense que Cliff est le père, du fait de ses années de mariage sans conception avec J.R. et qu'ils n'avaient plus que de rares relations conjugales.
Sue Ellen pense aimer Cliff, mais ne se sent pas en mesure de quitter J.R.. Pour se consoler, elle commence à consommer beaucoup d'alcool durant sa grossesse. Inquiet de la santé de son enfant à naître, J.R. place Sue Ellen dans un sanatorium en 1979 pour qu'elle retrouve sobriété. Cependant, Sue Ellen continue de boire et s'échappe ivre du sanatorium, provoquant son accident de voiture. Elle donne alors naissance pendant son hospitalisation à un fils, John Ross Ewing III.
Après la naissance de son fils, Sue Ellen devient sévèrement déprimée et ne montre aucun intérêt pour l'enfant. Elle commence alors une liaison avec un cow-boy de rodéo Dusty Farlow et commence un traitement psychiatrique. Finalement, elle acquiert la force de créer des liens avec son enfant. Après que Cliff revendique la paternité de l'enfant, les tests révèlent que J.R. est en fait le père biologique. Sue Ellen, de son côté, cherche à quitter J.R. pour Dusty, toutefois, l'annonce que Dusty aurait été tué dans un accident d'avion, renvoie Sue Ellen à la bouteille.
En 1981, Sue Ellen apprend que Dusty est en fait vivant, mais il a été horriblement mutilé à la suite de l'accident d'avion. Cependant, Sue Ellen reste dévouée à son amour pour Dusty et quitte J.R. - emportant leur fils avec elle pour vivre au ranch de "Southern Cross", la maison du père de Dusty, Clayton Farlow. Sue Ellen divorce de J.R. et obtient la garde de John Ross, mais sa relation avec Dusty prend fin lorsque Dusty retrouve l'usage de ses jambes et décide de reprendre la passion de sa vie comme cow-boy de rodéo.
Sue Ellen revient ensuite à Dallas avec son fils et recommence une courte romance avec l'ennemi de J.R., Cliff Barnes. Lorsque J.R. a vent de cela, il devient jaloux et courtise Sue Ellen dans l'espoir de reprendre la garde de son fils, et, par la même, obtenir ses actions dans les Pétroles Ewing. En 1982, J.R. et Sue Ellen se remarient, mais leur bonheur sera de courte durée comme J.R. retourne rapidement à ses habitudes de coureur et Sue Ellen le surprend au lit avec Holly Harwood. Cependant, Sue Ellen décide de rester mariée à J.R., de nom seulement, mais quitte sa chambre.
En 1983, Sue Ellen a une relation avec un étudiant, Peter Richards, qui avait été animateur de camp de son fils. En 1984, Sue Ellen fait fausse couche d'un enfant dont elle ne sait si J.R. ou Peter était le père. Lorsque J.R. apprend la relation de Sue Ellen, il complote pour l'arrestation de Peter avec de fausses accusations de trafic de drogue et le fait chanter pour quitter Dallas pour de bon.
En 1986, Sue Ellen entre dans le monde des affaires en achetant une participation dans une entreprise de lingerie. Elle réussit à éloigner la dernière maîtresse de J.R., Mandy Winger, en lui offrant une carrière prometteuse en tant que modèle. Sue Ellen et J.R. bénéficient d'une brève réconciliation, toutefois, la volonté de J.R. de reprendre les Pétroles Ewing en ayant une liaison avec Kimberly Cryder détruit ce qui restait de leur mariage.
Sue Ellen décide de quitter J.R. pour de bon, mais il réussit à prendre John Ross et à le cacher en pensionnat. Sue Ellen et son nouvel amant, Nicholas Pearce, confrontent J.R. dans son appartement et exigent qu'il leur dise où il cache John Ross. Une bagarre qui éclate entre J.R. et Nicholas aboutit à la chute de Nicholas par le balcon et à sa mort. En réponse, Sue Ellen tire trois fois sur J.R., mais il survit et ni elle ni J.R. ne seront inculpés pour ces faits.
En 1988, Sue Ellen divorce de J.R. pour la deuxième fois. Résolue à se venger de lui, Sue Ellen décide de faire un film exposant sa vie avec J.R. avec l'aide du scénariste Don Lockwood. Elle et Don deviennent bientôt engagés sentimentalement et, en 1989, Sue Ellen déménage à Londres avec Lockwood, mais pas avant de faire chanter J.R. en le menaçant de faire diffuser son film.
En 1991, elle apparaît dans le tout dernier épisode du rêve de J.R. dans lequel elle incarne une actrice à succès mariée à son ancien amour de Dallas, Nick Pearce.
En 1996, alors que son mariage avec Don est en difficulté, Sue Ellen retourne à Dallas avec son fils, la mort de J.R. ayant été annoncée dans un accident de voiture. En découvrant que J.R. est vivant, Sue Ellen se réconcilie avec lui. Toutefois, en apprenant qu'il a simulé sa mort pour manipuler sa famille, Sue Ellen s'associe avec Bobby dans l'entreprise familiale, les Pétroles Ewing pour contrer J.R.

## Rôle en 2012
Dans le Dallas de 2012, Sue Ellen s'est séparée de J.R et s'occupe de son fils John Ross Ewing III. Elle n'est plus alcoolique. Elle mène une campagne électorale pour devenir gouverneure du Texas mais elle n'est pas élue.
Dans la deuxième saison, Sue Ellen se rapproche de JR jusqu'à sa mort.
Elle mène un véritable combat auprès des Ewing pour venger la mort de JR et mener à bien son œuvre contre Cliff Barnes.